# Aphobetus silvifilia
Aphobetus silvifilia är en stekelart som först beskrevs av Girault 1938.  Aphobetus silvifilia ingår i släktet Aphobetus och familjen puppglanssteklar. Inga underarter finns listade i Catalogue of Life.